# Gare de Blaisy-Bas
Gare de Blaisy-Bas vasútállomás Franciaországban, Blaisy-Bas településen.

## Vasútvonalak
Az állomást az alábbi vasútvonalak érintik:
- Párizs–Marseille-vasútvonal

## Kapcsolódó állomások
A vasútállomáshoz az alábbi állomások vannak a legközelebb:
- Gare de Verrey
- Gare de Mâlain